# كوتان السفلى (سياه منصور)
كوتان السفلى (بالفارسية: کوتان سفلی) هي قرية تقع في إيران في قسم سیاه منصور الريفي. يقدر عدد سكانها بـ 96 نسمة بحسب إحصاء 2016.